# احمد دیب
احمد دیب (عربی: أحمد ديب؛ زادهٔ ۸ مهٔ ۱۹۸۷) یک ورزشکار اهل سوریه است.
از باشگاه‌هایی که در آن بازی کرده‌است می‌توان به باشگاه ورزشی السالمیه کویت، باشگاه فوتبال الکرامه سوریه، باشگاه ورزشی الوحده سوریه، باشگاه ورزشی الوحدات، باشگاه فوتبال منامه، باشگاه فوتبال الفتح عربستان سعودی، و تیم ملی فوتبال سوریه اشاره کرد.
وی همچنین در تیم‌های ملی فوتبال سوریه ۵ ژوئن ۲۰۱۵ بازی کرده است.